# Adenanthos
Adenanthos es un género de arbustos y pequeños árboles perteneciente a la familia Proteaceae. Hay 33 especies en el género, 31 de las cuales son  originarias del sudoeste de  Australia Occidental.

## Descripción
Las especies de Adenanthos  varían desde la forma de arbustos postrados a árboles de hasta tres metros de altura. Son perennes, con  hojas pequeñas y a menudo vellosas. Tienen glándulas de nectarias, por lo general en la punta, pero en algunas especies, aparecen en toda la superficie de la hoja. Estas atraen a las hormigas, las cuales juegan un papel importante en la distribución de las semillas. No cuentan con grandes flores vistosas, ya que estas son pequeñas, deslustradas, y de manera oculta entre el follaje, algo no habitual para los miembros de la familia Proteaceae.

## Distribución y hábitat
Las especies se distribuyen ampliamente por toda el área suroeste de Australia Occidental, cerca de la costa desde Geraldton a Esperanza, y por el interior en Kalgoorlie. Las dos especies que se producen fuera de esta región son Adenanthos terminal, que se extiende a lo largo de la costa sur a través de Australia del Sur y en el oeste de Victoria, y Adenanthos macropodianus, que es endémico de la Isla Canguro.

## Etimología
El nombre del género proviene del griego aden, (glándula) y anthos (flor), y se refiere a las glándulas en la base del ovario.

## Taxonomía
El género fue descrito por Jacques Julien Houtton de La Billardière y publicado en Novae Hollandiae Plantarum Specimen  1: 28, en el año 1805. La especie tipo es Adenanthos cuneatus Labill.

## Especies
- Adenanthos acanthophyllus
- Adenanthos apiculatus
- Adenanthos argyreus
- Adenanthos barbiger
- Adenanthos cacomorphus
- Adenanthos cuneatus
- Adenanthos cygnorum
- Adenanthos detmoldii
- Adenanthos dobagii
- Adenanthos dobsonii
- Adenanthos drummondii
- Adenanthos ellipticus
- Adenanthos eyrei
- Adenanthos filifolius
- Adenanthos flavidiflorus
- Adenanthos forrestii
- Adenanthos glabrescens
- Adenanthos gracilipes
- Adenanthos ileticos
- Adenanthos labillardierei
- Adenanthos linearis
- Adenanthos macropodianus
- Adenanthos meisneri
- Adenanthos obovatus
- Adenanthos oreophilus
- Adenanthos pungens
- Adenanthos sericeus
- Adenanthos stictus
- Adenanthos terminalis
- Adenanthos velutinus
- Adenanthos venosus

## Híbridos naturales
- Adenanthos × cunninghamii
- Adenanthos × pamela